# Sellic Spell
Sellic Spell est un conte de fées écrit par J. R. R. Tolkien. Il a paru en 2014, dans l'édition posthume de sa traduction du poème Beowulf réalisée par son fils Christopher Tolkien.
Dans ce conte, Tolkien propose une version de la légende de Beowulf débarrassée de son élément héroïque. Il n'en reprend que la première partie, sans l'affrontement final contre le dragon, et s'achève sur une fin typique des contes de fées : après avoir vaincu Grendel et sa mère, le héros rentre chez lui couvert de trésors, épouse la princesse (un personnage introduit par Tolkien) et devient roi par la suite.
Le titre du conte provient du vers 2109 de Beowulf : syllic spell signifie « histoire extraordinaire » en vieil anglais. Cette expression figure dans une énumération de styles littéraires dont Beowulf rapporte qu'ils ont été chantés par le roi Hrothgar au cours de la grande fête donnée pour célébrer sa victoire sur Grendel.

## Résumé
Dans un royaume du Nord, des chasseurs découvrent un enfant élevé par des ours. Ils le recueillent et le conduisent à la cour de leur roi, qui décide de l'élever. L'enfant s'intègre difficilement à la société humaine : il parle peu, n'aime guère travailler et garde un penchant immodéré pour le miel qui lui vaut le surnom de Beewolf. En grandissant, il acquiert une force surhumaine et développe un goût pour la natation. Un jour, le grand nageur Breaker le défie. Ils nagent de concert pendant cinq jours, jusqu'à ce qu'une tempête les sépare. Breaker rentre chez lui et affirme avoir battu son adversaire. De son côté, Beewolf est attaqué par des nixes. Après en avoir tué un grand nombre, il finit par arriver au pays des Finnois.
Rentré chez lui, Beewolf apprend que le roi d'un pays lointain a construit une grande salle dorée pour lui et ses hommes, mais qu'elle est hantée par un ogre qui dévore les malheureux qui y passent la nuit. Il décide de se rendre sur place pour vaincre cet ogre. Sur la route, il rencontre deux compagnons qui ont le même objectif : Handshoe, qui possède des gants avec lesquels il peut briser des rochers, et Ashwood, dont la lance peut faire fuir une armée.
Le roi de la Salle Dorée accueille chaleureusement les trois héros et leur présente son problème avec l'ogre Grinder. Son conseiller Unfriend, un forgeron rusé, est jaloux et met en doute la force de Beewolf en rappelant que Breaker l'a battu à la nage. Beewolf lui explique ce qu'il en est réellement et l'embrasse dans une étreinte d'ours qui convainc Unfriend de ne plus lui chercher noise.
À la tombée de la nuit, tous les hommes quittent la salle dorée à l'exception d'Ashwood, qui souhaite vaincre Grinder seul. Il succombe au sommeil et l'arrivée de l'ogre le prend par surprise. Alors qu'il tend la main pour prendre sa lance, il la fait tomber au sol et Grinder lui arrache la tête. Le lendemain, c'est au tour de Handshoe de tenter sa chance. Lui aussi est surpris dans son sommeil, alors que ses gants ont glissé de ses mains, et il ne fait pas le poids face à l'ogre.
Confiant dans sa force, Beewolf passe à son tour une nuit dans la salle dorée. Grinder s'abat sur lui, mais ne tarde pas à découvrir en l'humain un adversaire à sa hauteur. Effrayé, il tente de s'enfuir, mais Beewolf le tient solidement et refuse de le lâcher. Il finit par lui arracher le bras, sur quoi l'ogre parvient à s'échapper. Ayant assisté à la fin de l'affrontement, le roi et ses compagnons (à l'exception notable d'Unfriend) acclament Beewolf, mais ce dernier n'est pas satisfait, car Grinder n'est pas mort. Il décide d'aller débusquer l'ogre dans son repaire et suggère au roi que Unfriend lui serve de guide. Ce dernier accepte de mauvaise grâce.
Beewolf et Unfriend arrivent au sommet d'une falaise surplombant l'étang où se terre Grinder. Unfriend propose à son compagnon de tendre une corde pour lui permettre de descendre dans la tanière du monstre, ce que Beewolf accepte. Une fois dans l'eau, il est à nouveau tourmenté par les nixes, ainsi que par la mère de Grinder, une terrible ogresse qu'il parvient à terrasser. Il achève également Grinder et s'empare d'une partie du trésor amassé par les deux monstres.
Lorsqu'il veut remonter en haut de la falaise, Beewolf retombe dans le lac, car Unfriend l'a trahi et s'en est allé après avoir détaché la corde. Il doit nager longtemps avant de trouver un endroit accessible pour sortir de l'eau. À son retour à la cour, tous se réjouissent à l'exception d'Unfriend. Rossé par Beewolf, il apprend dès lors à tenir sa langue et à faire preuve de moins d'orgueil. Le roi récompense richement Beewolf, qui reste quelque temps auprès de lui, mais finit par se languir de son pays natal.
Beewolf rentre chez lui comme un grand seigneur vêtu d'une riche armure et entouré d'une retenue de douze hommes. Nul ne le reconnaît avant qu'il ne dise son nom. Il offre le trésor de Grinder au roi qui l'a élevé et devient son guerrier le plus vaillant et le plus fidèle. Le roi lui donne en mariage sa fille unique et il lui succède sur le trône à sa mort.